# Ърнест Лорънс
Ърнест Орландо Лорънс (на английски: Ernest Orlando Lawrence) е американски физик, носител на Нобелова награда за физика за 1939 година „за изобретението и създаването на циклотрона, за достигнатите с негова помощ резултати, особено получаването на изкуствени радиоактивни елементи“. Провежда изследвания по ядрена физика и участва в създаването на атомната бомба.

## Произход и образование (1901 – 1923)
Роден е на 8 август 1901 година в Кантън, Южна Дакота, САЩ, най-големият син в семейство на норвежки емигранти. Учи в родния си град и в свободното си време, заедно със своя приятел и съсед Мерл Туве (Merle Tuve), който също става известен физик, мечтаят да създадат своя собствена система за безжична телеграфия.
След като един от братовчедите му умира от левкемия, Лорънс рашава да стане лекар. Получава стипендия и през 1918 г. постъпва в колеж в Нортфийлд, Минесота, но след една година се премества в университета в Южна Дакота. Там професорът по електротехника Луис Ейкъли го привлича към задълбочени занимания по физика. След дипломирането си през 1922 г. продължава следването си в университета на Минесота при У. Суан (William Francis Gray Swann). По време на аспирантурата Лорънс се занимава с експериментално изследване на електрическата индукция и през 1923 г. получава магистърска степен. За магистърската си теза Лорънс построява експериментален апарат, който върти елипсоид в магнитно поле.

## Научна кариера (1923 – 1928)
През 1923 г., заедно с учителя си Суан, Лорънс се премества в Чикагския университет. Там интересът му към физиката нараства, след като се среща с Нилс Бор, Артър Комптън, Албърт Майкелсън и други известни физици. Една година след преместването, през 1924 г., Лорънс получава докторска степен от Йелския университет с дисертация за фотоелектричния ефект в парите на калия. През следващите две години работи в Йейл като стипендиант на Националния съвет за научни изследвания и през 1927 г. е назначен за асистент професор по физика. Но през 1928 г. Лорънс напуска Йейлския университет и става адюнкт (помощник) професор в Калифорнийския университет в Бъркли. Там продължава започнатите изследвания в области като фотоелектричеството и измерването на много кратки промеждутъци от време. Към другите му постижения по това време се отнася и експерименталната демонстрация на принципа за неопределеността на Вернер Хайзенберг.

## Научна дейност (1929 – 1957)

### Изобретяването на циклотрона
След това Лорънс се обръща към ядрената физика, която по това време се развива много бързо. През 1919 г. Ърнест Ръдърфорд разцепва атомното ядро, като го бомбардира с алфа-частици, изпускани от радия. Ръдърфорд открива, че сред частиците, появили се след сблъсъка, се срещат атоми с по-малко атомно тегло от изходното. Някои от тези частици са изотопи на известни елементи, иначе казано – имат същите химически свойства, същия ядрен заряд, но са с друго тегло. Методите на Ръдърфорд имат сериозни недостатъци: радият е рядък елемент, алфа-частиците излитат от източника във всички посоки, броят на наблюдаваните сблъсъци е извънредно малък, а цялата процедура на наблюденията е много трудна. Джон Кокрофт и Ърнест Уолтън построяват линейни ускорители на частици, работещи при много високи напрежения. В тези устройства положително заредените частици се ускоряват по права линия по посока на привличащ ги отрицателен електрод и придобиват енергия, пропорционална на приложеното напрежение.
Линейните ускорители не се харесват на Лорънс, защото от време на време изолацията им се пробива и следва високоволтов разряд, наподобяващ мълния. През 1929 г. той вижда статия на немски език от инженера с норвежки произход Ролф Видерее, в която се разглежда схемата на ускорителя на частици, предложена преди това от шведския физик Густав Изинг. Макар че Лорънс не владее добре немски език, за да разбере детайлно нещата, основната идея му става ясна от илюстрациите към статията: частиците могат да се ускоряват, като се повишава енергията им постепенно. Лорънс разбира, че праволинейният път може да бъде извит в окръжност. Като прави необходимите изчисления, той с няколко сътрудници пристъпва към проектиране и построяване на първия циклотрон. Именно с неговото създаване се свързва обикновено името на Лорънс.
След първия, доста несъвършен циклотрон, построен през 1930 г., Лорънс и неговите колеги от Бъркли създават бързо един след друг все по-големи модели. Като използва 80-тонен магнит, предоставен му от Федералната телеграфна компания, Лорънс ускорява частици до рекордни енергии. Циклотроните се оказват идеални експериментални уреди. За разлика от частиците, излъчвани от ядрата при радиоактивно разпадане, снопът частици, изведен от циклотрона, е с едно направление, енергията на частиците може да се регулира, а интензивността на потока е несравнимо по-голяма от тази на който и да е радиоактивен източник.
Лорънс получава патента за циклотрона през 1934 г., който той предава на Research Corporation, частна фондация, която финансира по-голямата част от ранните работи на Лорънс.
Високите енергии, постигнати от Лорънс и неговите сътрудници, откриват пред физиците обширно ново поле за изследвания. Бомбардировката на атомите на много елементи разцепва ядрата им на фрагменти, които се оказват изотопи, често радиоактивни. Понякога ускорените частици „прилепват“ към ядрата, които служат за мишени, или предизвикват ядрени реакции, сред чиито продукти се срещат нови елементи, които не съществуват на Земята в естествени условия. Получените резултати показват, че ако частиците се ускорят до достатъчно високи енергии, с помощта на циклотрона може да се осъществи почти всяка ядрена реакция. Циклотронът се използва и за определяне на енергията на свързване на много атомни ядра и за проверка на съотношението на Алберт Айнщайн между маса и енергия чрез сравняване на различните маси преди и след ядрена реакция.
Циклотронът позволява и създаването на радиоактивни изотопи за медицински цели. Над биомедицинското приложение на ядрената физика Лорънс работи с по-малкия си брат Джон, който е лекар и директор на Биофизическата лаборатория в Бъркли. Джон Лорънс използва успешно изотопите за лечение на ракови заболявания, включително и на майка си. След лечението тя продължава да живее още двадесет години.

### Участие в Проект „Манхатън“
След 1940 г. Лорънс участва в създаването на радиационната лаборатория към Масачузетския технологичен институт. По негово настояване много от бившите му ученици стават негови сътрудници. Целта на лабораторията е да усъвършенства радарната техника, създадена за първи път в Англия по време на Втората световна война за електронно откриване на противниковите самолети.
През 1941 г. Лорънс набира щат за лабораторията по подводна акустика в Сан Диего, която се занимава с разработка на системи за борба с немските подводници, причакващи конвоите с военни товари, изпращани от Съединените щати за Великобритания. След това, като запазва неформални връзки с лабораториите, той се заема в Бъркли с преобразуването на 37-дюймовия циклотрон в гигантски масспектрометър за разделяне на разцепения уран-235 и обикновения уран-238. В масспектрометъра, както и в циклотрона, се използва комбинация от електрическо и магнитно поле, но не за ускоряване на частици, а за пространственото им разпределение – насочването им по различни траектории в зависимост от масите и електрическите заряди. Тъй като масите на изотопите са различни, изотопите се движат по близки, макар и несъвпадащи траектории, поради което могат да бъдат разделени, макар че начинът на разделението им не е много ефективен.
Успехът, постигнат от Лорънс, се оказва достатъчно внушителен, за да може работата за разделяне на изотопите да бъде поръчана на неговата лаборатория. В Оукридж, щата Тенеси, в рамките на Манхатънския проект (секретен план за създаване на американска атомна бомба) са построени стотици масспектрометри по образ и подобие на циклотрона в Бъркли със 184-дюймов магнит. Почти целият уран в бомбата, хвърлена над Хирошима през 1945 година, е получен от Лорънс и неговите сътрудници в Бъркли. По-късно заводът в Оукридж за разделяне на изотопите с помощта на масспектрометри е закрит, защото газодифузионният метод се оказва по-ефективен.

### След Втората световна война
В края на войната Лорънс и неговите сътрудници се връщат към фундаменталните си изследвания. Лорънс продължава да участва в създаването на ядрено оръжие. Отделени са му фондове за построяване в Ливърмор, близо до Бъркли, на втора научноизследователска лаборатория за нуждите на военната промишленост. Тя е независима от Лосаламоската лаборатория, създадена в рамките на Манхатънския проект. Получило по-нататък името Ливерморска национална лаборатория „Лорънс“ (Lawrence Livermore National Laboratory, LLNL), това научноизследователско учреждение става главен център, в който се работи за създаването на водородна бомба.
В Бъркли Лорънс ръководи строителството на ускорители, способни да ускоряват частиците до много високи енергии (няколко милиарда електронволта). В един от тези ускорители, наречени беватрони, Емилио Сегре и други изследователи на свойствата на мезоните откриват антипротона (двойник на протона с отрицателен заряд).

## Смърт
През 1958 г. Лорънс е поканен от президента Дуайт Д. Айзенхауер да замине за Женева, Швейцария, за да помогне в преговорите със Съветския Съюз по предлагания Договор за частична забрана на ядрените опити. [107] Въпреки сериозното влошаване на неговия хроничен язвен колит, Лорънс решава да отиде, но се разболява в Женева и е върнат по спешност в болницата на Станфордския университет. Хирурзите премахват голяма част от дебелото му черво, но откриват други проблеми, включително тежка атеросклероза на една от артериите му. [109] Лорънс умира на 27 август 1958 г. в болницата на Пало Алто, Калифорния, на 57-годишна възраст. [6]

## Личен живот
През 1932 г. Лорънс се жени за Мери Кимбърли Блумър, дъщеря на декана на медицинското училище към Йейлския университет. Семейството има шест деца.
Покрай многобройните си занимания с ядрена физика Лорънс изобретява оригинална конструкция на цветна телевизионна тръба – хроматрон, който осигурявал по-ярък образ в сравнение с използваните тогава системи за цветна телевизия. Хроматронът е разработван за търговски цели от Paramount Pictures, Sony, Litton Industries и други, но многото проблеми при проектирането не позволили широкото му използване.
Лорънс дълго се задържа на работа и в делнични, и в почивни дни. Освен това обича да се занимава с гребане, да играе тенис, да кара кънки и да слуша музика.

## Почести и награди
- 1937 – медал „Елиът Кресон“ на Франклиновия институт;
- 1939 – Нобелова награда за физика
- 1940 – медал „Хюз“ на Лондонското кралско дружество;
- 1942 – медал „Холи“ на Американското дружество на инженерите механици;
- почетен доктор на университетите в Южна Дакота, Пенсилвания, Британска Колумбия, Южна Калифорния и Глазгоу, а също така на университетите Йейл, Харвард, Рутгерс;
- член на Националната академия на науките на САЩ, на Американското философско дружество, на Японското физическо дружество, и на много други чуждестранни научни дружества.